# Марісса (Іллінойс)
Марісса (англ. Marissa) — селище (англ. village) в США, в окрузі Сент-Клер штату Іллінойс. Населення — 1833 особи (2020).

## Географія
Марісса розташована за координатами 38°15′7″ пн. ш. 89°45′32″ зх. д. / 38.25194° пн. ш. 89.75889° зх. д. (38.252033, -89.758873).  За даними Бюро перепису населення США в 2010 році селище мало площу 9,13 км², з яких 8,68 км² — суходіл та 0,45 км² — водойми. В 2017 році площа становила 20,56 км², з яких 18,68 км² — суходіл та 1,88 км² — водойми.

## Демографія
Згідно з переписом 2010 року, у селищі мешкало 1979 осіб у 820 домогосподарствах у складі 546 родин. Густота населення становила 217 осіб/км².  Було 953 помешкання (104/км²).
Расовий склад населення:
| - 97,9 % — білих - 0,9 % — чорних або афроамериканців - 0,3 % — корінних американців - 0,1 % — азіатів |

До двох чи більше рас належало 0,7 %. Частка іспаномовних становила 1,0 % від усіх жителів.
За віковим діапазоном населення розподілялося таким чином: 23,6 % — особи молодші 18 років, 59,5 % — особи у віці 18—64 років, 16,9 % — особи у віці 65 років та старші. Медіана віку мешканця становила 40,3 року. На 100 осіб жіночої статі у селищі припадало 95,9 чоловіків;  на 100 жінок у віці від 18 років та старших — 101,3 чоловіків також старших 18 років.
Середній дохід на одне домашнє господарство  становив 48 170 доларів США (медіана — 40 714), а середній дохід на одну сім'ю — 54 126 доларів (медіана — 44 732). Медіана доходів становила 36 591 долар для чоловіків та 26 213 долари для жінок. За межею бідності перебувало 21,7 % осіб, у тому числі 37,4 % дітей у віці до 18 років та 11,4 % осіб у віці 65 років та старших.
Цивільне працевлаштоване населення становило 828 осіб. Основні галузі зайнятості: освіта, охорона здоров'я та соціальна допомога — 25,6 %, виробництво — 14,9 %, роздрібна торгівля — 14,7 %.